# Pilota basca

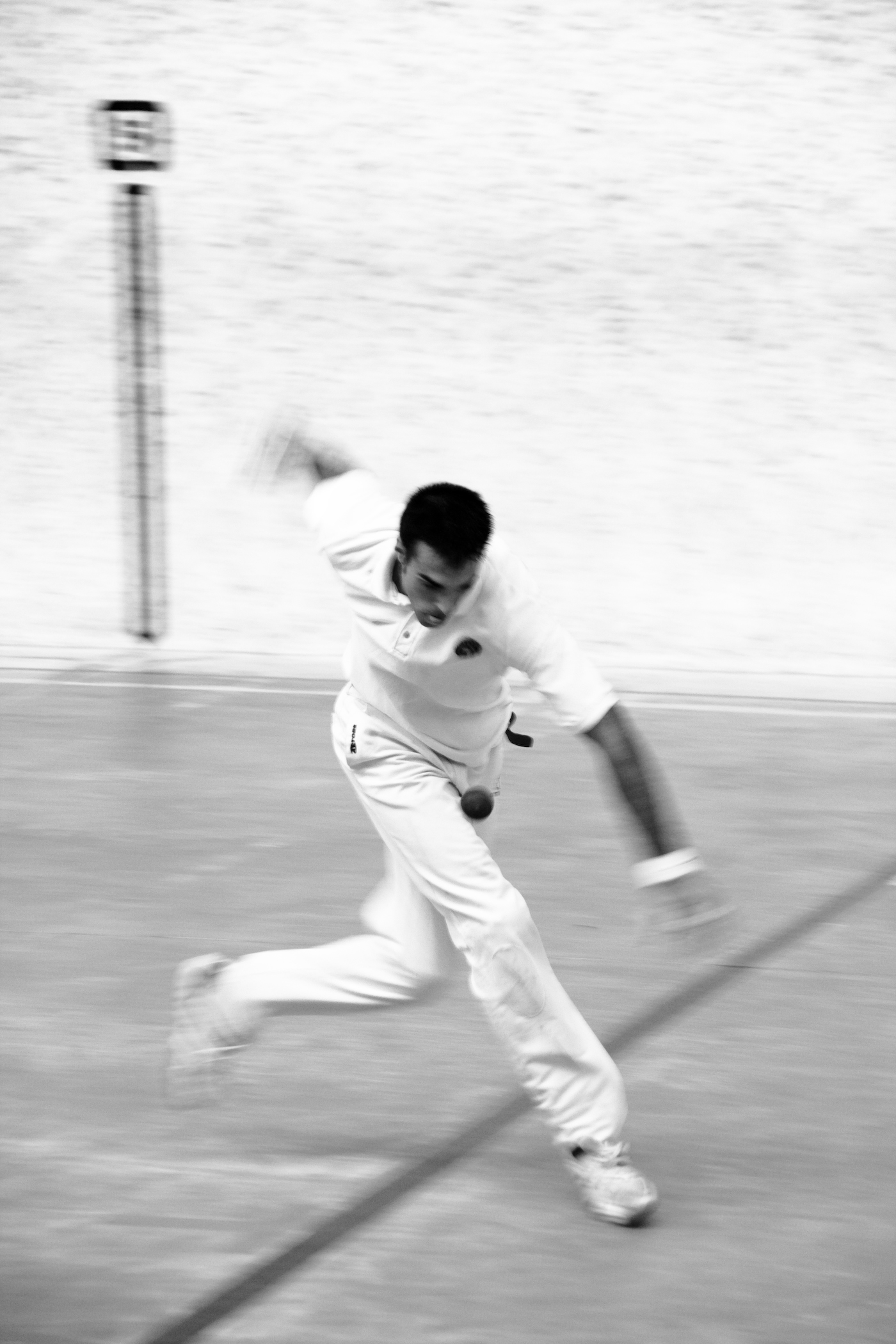
Pilotari fent la treta.

La pilota basca és un joc de pilota d'estil indirecte, en què dos o més contrincants competeixen llançant una pilota, amb la mà nua o amb una eina, contra una paret d'un frontó. L'estil directe (el jugar encarats separats per una línia en terra) era el més popular fins a mitjan segle xix, i, avui en dia, només és practicat a la vall de Baztan.
Amb diversos graus de popularitat i variants menors es juga al País Basc (d'on rep el nom arreu), Gascunya, el nord de Castella (amb La Rioja), l'Argentina, Cuba, Mèxic, Uruguai, les Filipines i als Estats Units d'Amèrica. A més a, la modalitat de frontó a mà ha arribat també al País Valencià com una variant menor de la pilota valenciana.

## Història
La pilota basca és descendent del Jeu de paume, però amb un seguit de modificacions en les regles, canxes de joc i mena de pilotes que es produïren a mitjans del segle xix. Fins aleshores la pilota hi era jugada a mà als carrers o places dels pobles, a l'estil directe, i amb pilotes no gaire diferents de les emprades arreu, ja que se sap de jugadors valencians que hi anaven a guanyar diners en exhibicions i apostes i ningú esmenta que l'adaptació a una pilota diferent fora cap problema.
Al segle xix, però, les pilotes esdevenen més i més pesades, fins al punt d'haver d'inventar guants i altres eines (com la pala, el xare o la cistella) per no damnar-se les mans. Alhora, la pilota també es fa més ràpida i botadora amb l'aparició de la goma industrial, la qual cosa possibilita un joc més vistós i tècnic, i això porta a abandonar els carrers (irregulars i amb clots) per jugar en canxes específiques, com els frontons. És així com naix el joc a ble, és a dir, en lloc de llançar-se la pilota els uns als altres es comença a jugar indirecte, llançant la pilota contra la paret.
Avui en dia, la gran majoria d'afeccionats a la pilota basca només coneixen el joc indirecte, mantenint-se el directe viu en la modalitat de laxoa al nord de Navarra. El joc a ble s'ha dividit en nombroses variants: a mà, amb pala i pilota de cuiro o de goma, amb cistella...
El 1925 es fundà la Confederación Española de Pelota Vasca que, en acabant la Guerra civil, fou reanomenada com a Federación Española de Pelota, que incloïa també la pilota valenciana. L'organització de competicions, entrenament i cura dels pilotaris, però, és en mans de diverses empreses. Així, en la pilota a mà s'agrupen en la Liga de Empresas de Pelota a Mano empreses com Asegarce i Aspe des del 2002, deixant fora altres empreses menors com Frontis o Garfe, mentre que en les modalitats amb eina (cesta-punta i pala) hi ha Eusko Basque o Asfedebi-Pilota.

## Modalitats

### D'estil indirecte
- A mà: Per parelles o individuals els jugadors colpegen la pilota amb la mà llençant-la contra la paret d'un frontó d'uns 30m perquè hi rebote. Compta amb jugadors professionals.
- Cesta-punta: Per parelles, els jugadors propulsen la pilota amb una cistella contra la paret d'un frontó d'uns 50m perquè hi rebote. Compta amb jugadors professionals.
- Frontenis: Per parelles els jugadors colpegen una pilota de goma amb una raqueta contra la paret d'un frontó d'uns 30m perquè hi rebote.
- Pala: La més estesa entre els afeccionats, per parelles els jugadors colpegen una pilota de goma o de cuiro amb una pala de fusta.
- Xare: Reduïda en uns pocs pobles de Navarra, els jugadors propulsen la pilota amb una raqueta de cordatge flonjo.

### D'estil directe
- Laxoa: Només es juga ja a la vall de Baztan, dos equips de 5 jugadors en una plaça ampla es llencen mútuament la pilota amb un guant o cistella. La puntuació es compta per jocs i ratlles. Recentment s'estan retrobant amb les llargues valencianes.

## Instal·lacions de joc

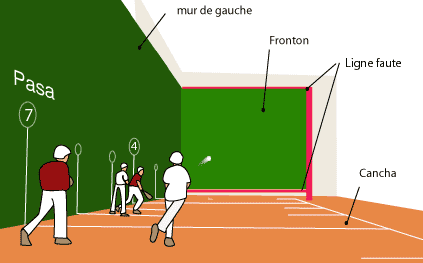
Esquema d'un frontó

- Frontó: El frontó és, avui en dia, la canxa més habitual per a jugar a pilota basca. Consisteix en una paret de 6m d'alçària anomenada frontis, en la qual ha de rebotar la pilota per ser bona, a 1m del terra hi ha una xapa metàl·lica, si la pilota hi bota és falta. Fent cantonada a l'esquerra del frontis hi ha una paret, la muralla, que dificulta els cops i alhora serveix per marcar les mesures mitjançant línies verticals numerades de l'1 al 10. Opcionalment pot haver-hi una paret al darrere, la de rebot, que en les modalitats de mà quasi no es veu en joc. Les mesures del frontó varien dels 30m per a jugar a mà, fins als 50 si es juga amb cistella.
  - El Frontó Labrit de Pamplona és un dels de més anomenada.

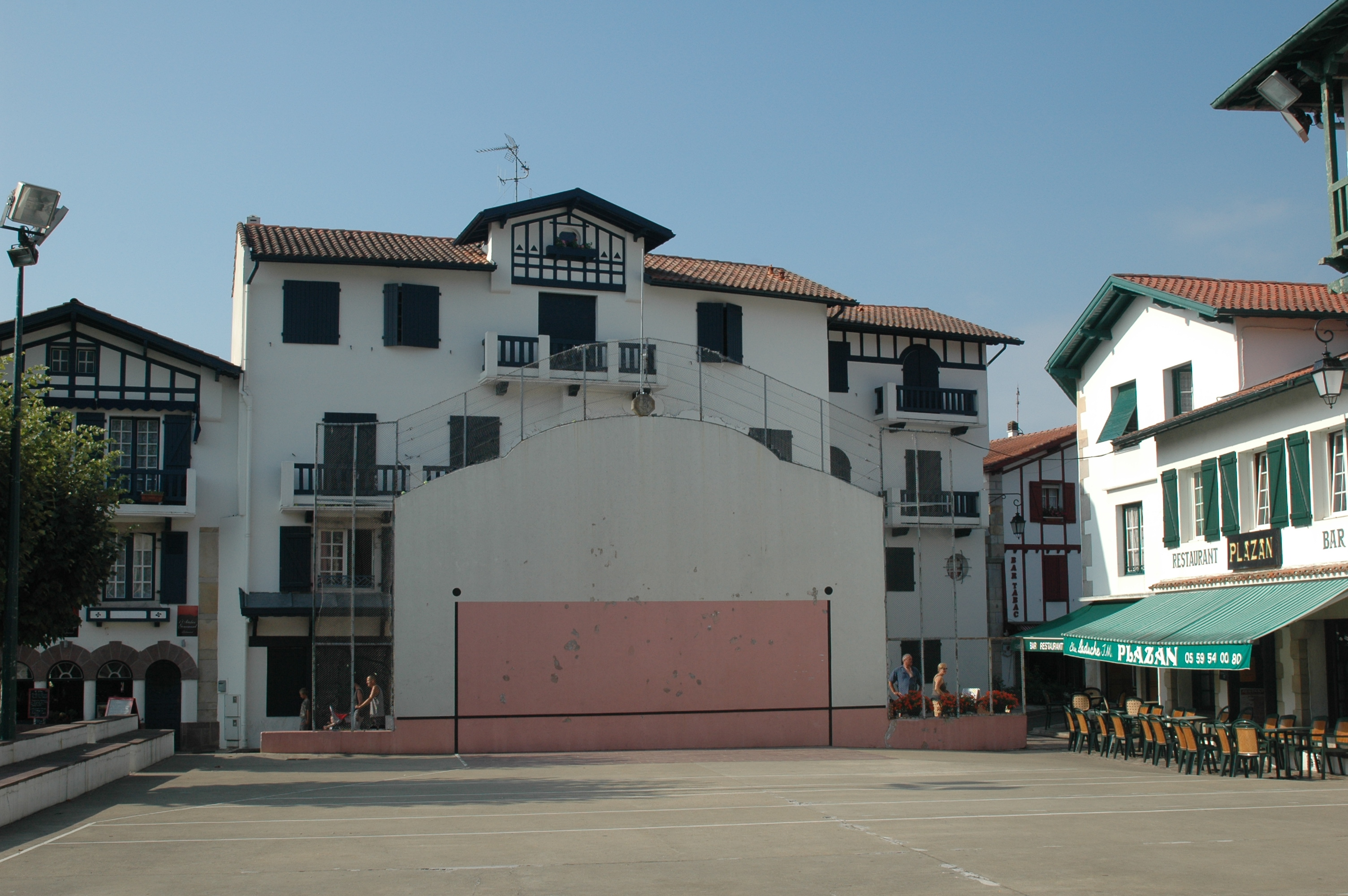
Plaça lliure d'Ascain

- Plaça: La plaça és l'origen dels frontons, essent un espai ample i allargat amb una sola paret, el frontis. Per qüestions geogràfiques i per la mateixa evolució de les modalitats d'aquest esport, les places encara habilitades per jugar a pilota són al País Basc del Nord. S'hi juguen les variants a mà i pala, però són la canxa per al Laxoa.

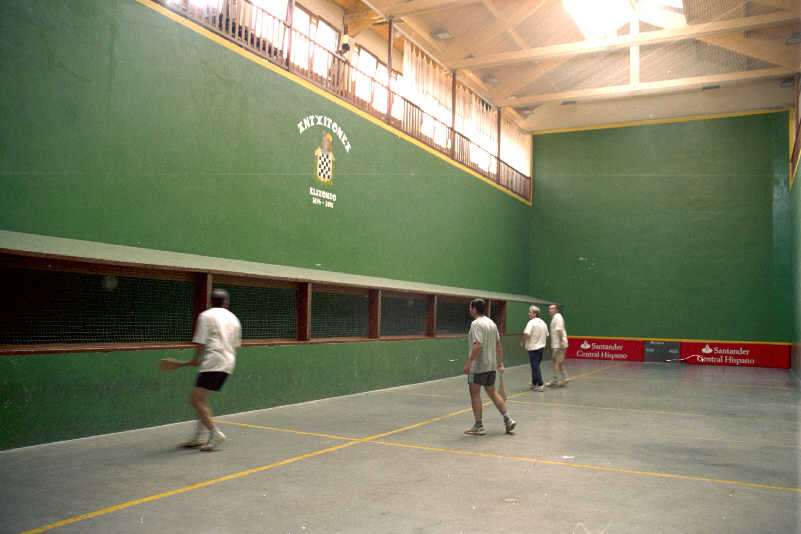
Trinquet d'Elizondo

- Trinquet: El trinquet basc és una mena de frontó tancat per les quatre parets, de quasi 30m de llarg i quasi 10m d'alt, amb passadísos coberts enganxats a la paret esquerra i a la del rebot, a través d'unes finestres reixades els espectadors poden veure-hi des de dins la partida, a efectes de joc aquestes galeries són "aire", o siga, que tota pilota que hi arribe és bona i torna en joc gràcies al terrat tombat. A més, en la cantonada entre el frontis i la paret dreta hi ha un bisell, i en la cantonada inferior dreta del frontis pot haver un forat  ("xilo" en el dialecte suletí), que és un quadrat endinsat al frontis. Tant el bisell com el forat creen efectes estranys en botar-hi la pilota. El trinquet basc és més freqüent al País basc del Nord, encara que n'hi ha també al nord de Navarra, i té una relació llunyana amb el trinquet valencià.

## Regles del joc

### Estil indirecte
L'estil indirecte consisteix en el fet que els jugadors comparteixen tots un mateix espai de joc i no es llencen mútuament la pilota, sinó que ho fan rebotant la pilota en una paret. Es compta per punts fins a una quantitat prefixada.
Cada punt es guanya directament quan:
- L'oponent colpeja la pilota després que aquesta bote dos voltes en terra.
- L'oponent no aconsegueix tornar la pilota a bona, és a dir, que bote al frontis sobre la xapa de falta i dins de la canxa.
- L'oponent comet falta en la treta, o siga, que quan serveix la pilota no rebota del frontis passant la línia del 4. A més, també perd si, en la treta, comet dues passes seguides, ço és, que després de rebotar al frontis la pilota bota després de la línia del 7.

### Estil directe
Els equips es col·loquen uns enfront d'altres separats per una ratlla imaginària a terra (laxoa) o una xarxa (pasaka i xare).
Potser per ser la manera de jugar més tradicional s'hi ha mantingut la puntuació per jocs, com en la pilota valenciana, però no és només en la manera de comptar que s'assemblen els dos jocs de pilota, ja que el errebote és la modalitat basca de les llargues valencianes:
Els jugadors, emprant cistelles, es llencen la pilota d'una banda a l'altra de la plaça tractant que aquesta done dos bots enterra abans que l'oponent la torne, o que ixca fora de les ratlles laterals després del primer bot, serà aleshores quan marcaran una ratlla (arraia en basc) que serà la meitat del camp quan els equips canvien de banda. Així doncs, tothom prova d'enviar la pilota el més lluny possible per tal que la ratlla després li siga més fàcil de guanyar per tenir el rival més camp per defensar. Cada ratlla guanyada és un quinze, per tant, la ratlla s'aconsegueix en dos tongades, des del rest i des de la treta. Així mateix, es poden fer quinzes directes si s'envia la pilota per sobre la ratlla de la treta (des d'on se serveix cada quinze) o no es torna la primera pilota des del rest.
La treta consisteix a botar la pilota sobre un tamborí en un dels límits del camp, la ratlla de treta, i llençar-la per què bote en el frontis, des del rest la hi poden tornar després del rebot a la paret o de volea. Des d'aleshores els jugadors empraran les cistelles per agafar i llençar la pilota cap al camp contrari, des d'on s'haurà de tornar quan ha pegat un únic bot en terra o no n'ha donat cap.
El pasaka compta per jocs, també, però es juga en un frontó amb una xarxa d'1,2m d'alt enmig. Els jugadors han de passar la pilota per sobre de la xarxa mitjançant les cistelles buscant tot de rebots o la punteria ficant la pilota en el xilo (forat). Semblant, doncs, a l'Escala i corda i la llotgeta del trinquet valencià.

## Puntuació

### Pilota a mà
En les partides de pilota a mà guanya qui abasta primer els 22 punts, sense límit de temps.
Una empresa menor de pilota basca, Frontis, està recuperant una puntuació antiga, els jokos. Consisteix en un màxim de 3 sets, els dos primers a 8 (o 10) punts, si els abasta el mateix equip o jugador ha guanyat la partida. Si hi ha empat a 1 joko, però, es juga un tercer joc a 4 (o 5) punts.

### Laxoa
En les modalitats d'estil directe errebote i pasaka s'empra la manera de comptar tradicional: a jocs. Guanya l'equip que abasta primer els 40 punts que es puntuen de 5 en 5, essent cadascun d'aquests 5 punts 1 joc. Alhora, cada joc es divideix en quatre quinzes: 15, 30, 40 i joko. Si els dos equips abasten la igualtat a 40, llavors tots dos baixen a iguals a 30, és a dir, aquesta és exactament la mateixa puntuació que s'ha mantingut en la pilota valenciana.

## Eines de joc i pilotes

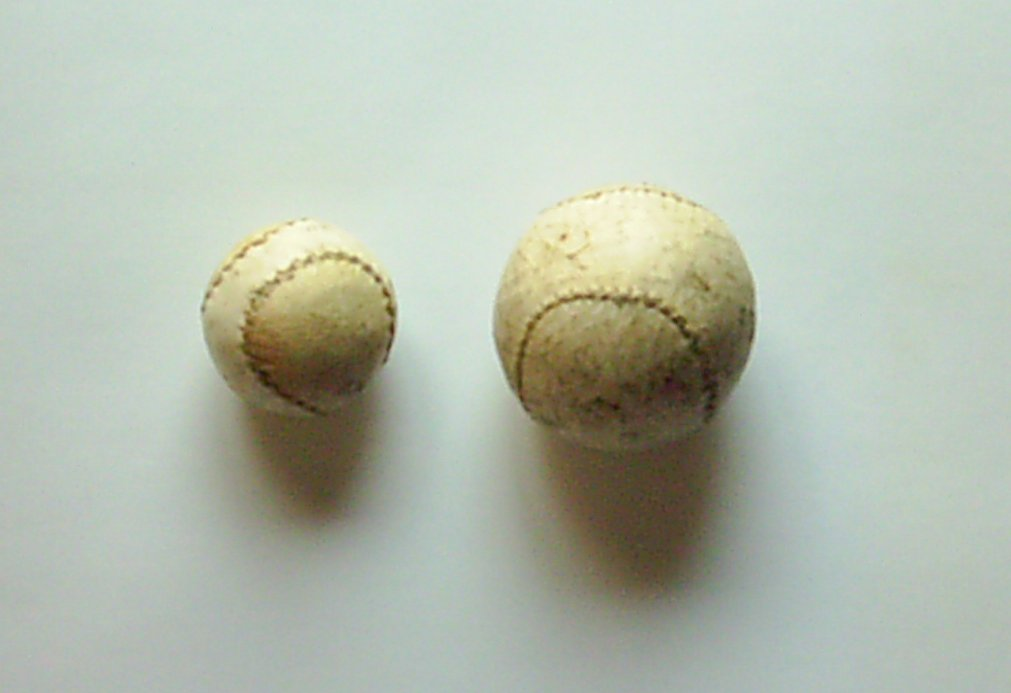
"Pilota de tec" valenciana i pilota a mà basca

De sempre, la manera tradicional a pilota ha sigut amb la mà nua, però a mitjan segle xix, amb l'aparició de la goma les pilotes esdevenen més i més dures, per la qual cosa hom comença a utilitzar diverses proteccions que a la fi esdevenen modalitats diferenciades i afecten la mateixa llargària de les canxes de joc.

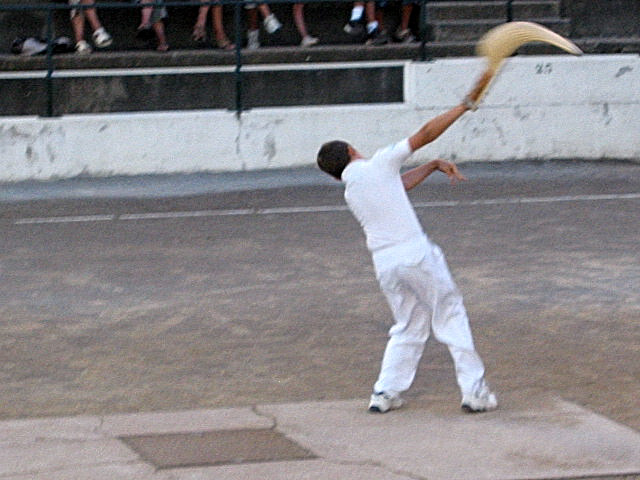
Cistella

- Cistella: La cistella (en basc saski, en castellà cesta) és una mena de guant allargat amb l'extrem corbat, en recte mesura 60 cm com a màxim i seguint la línia corba 110 cm. S'empra en les modalitats de cesta-punta, remonte. La popularitzà el 1888 el pilotari Gurrutxaga.
- Guant: El guant de cuiro s'usa només en la laxoa. Serveix com a protecció i com a propulsió de la pilota alhora gràcies a la rigidesa i lleugera curvatura. El 1850 un moliner de Mauleon l'empra per primer cop.

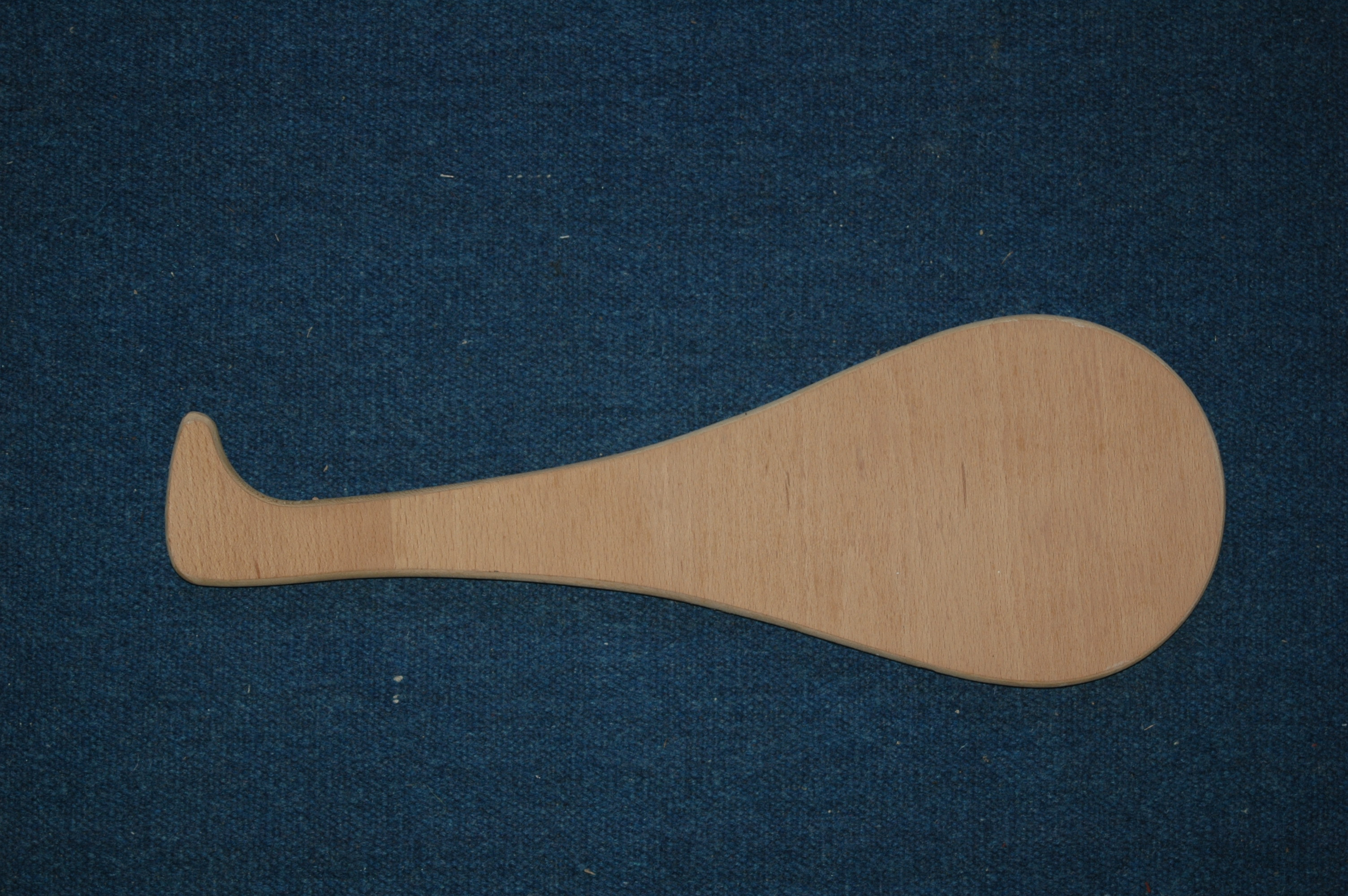
Pala

- Pala: La pala és una mena de raqueta sense cordatge, tota sencera de fusta. N'hi ha de diverses menes, depenent de la modalitat que es jugue i, especialment, la mena de pilota amb què es jugue. Així, si la pilota és de goma, la pala pesarà vora 450 gr, si és de cuiro 550 gr, i si és pilota grossa 900 gr.

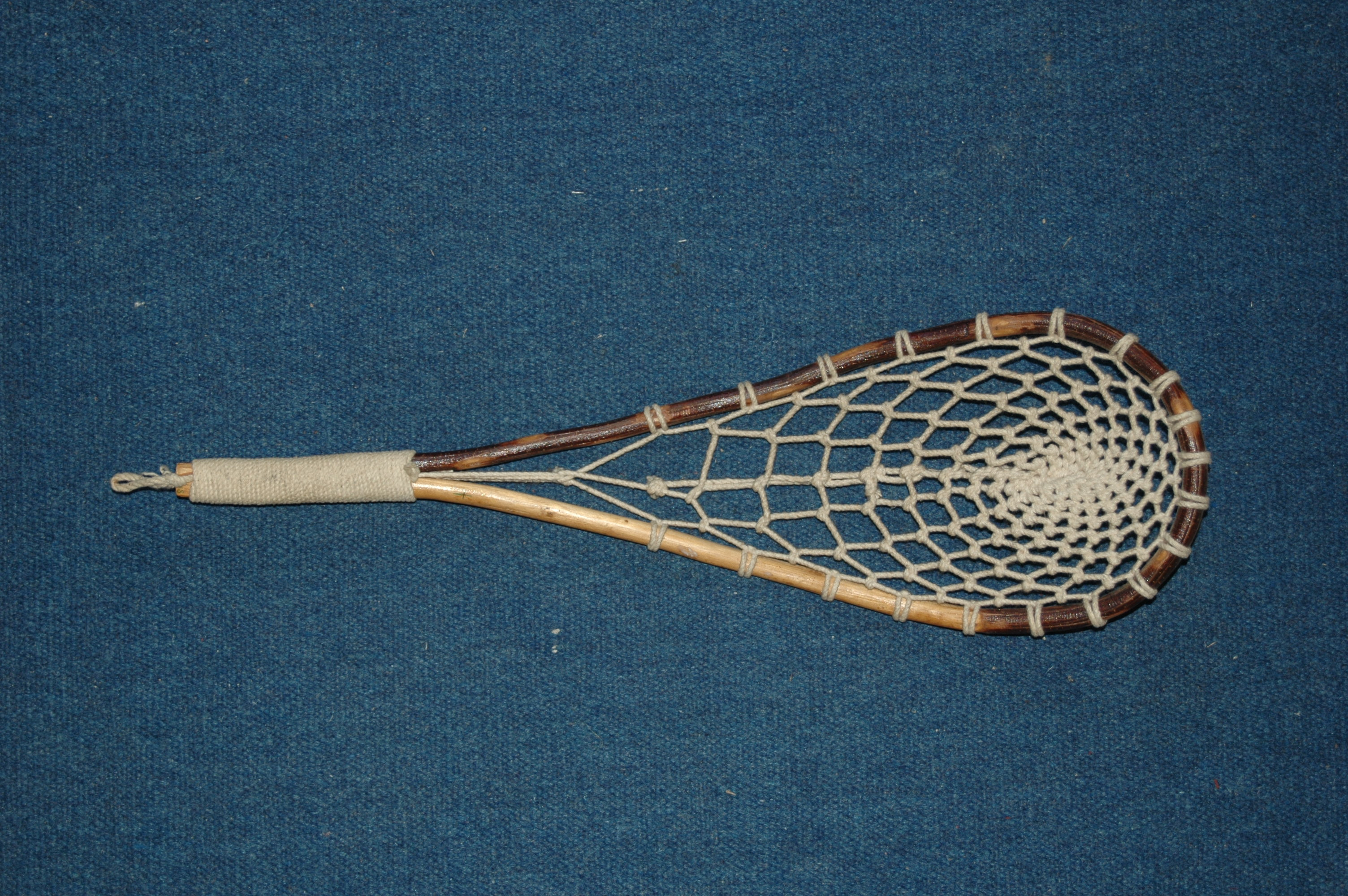
Xare

- Xare: El sare o xare (en basc xarxa) és una mena de raqueta amb un cordatge flonjo en forma de teranyina que reté la pilota. S'empra només en trinquet basc. Fou inventat el 1860.

Les pilotes també varien depenent de la modalitat, tant en diàmetre com en pes o en material de què estan fetes.
Per a jugar a pilota a mà s'empra una pilota de vora 100 gr. Mentre que la de cistella pesa uns 125 gr. Així mateix, depenent de la mena de pala, el pes serà de 40 gr (frontenis) a 85 gr (pala curta), passant per 53 gr (pala de cuiro) a 80 gr (xare).

## Vestimenta i proteccions
La roba tradicional de tot pilotari ha sigut pantaló llarg i samarreta blanca, amb faixa roja o blava per diferenciar els equips. Avui en dia, però, la faixa és acompanyada per una samarreta del color corresponent. L'equip o jugador més fort a priori o preferit a la bestreta pels apostadors vesteix de roig, i el més fluix de blau.
Per a jugar a mà calen unes proteccions personalitzades i posades minuts abans de cada partida que no arriben a fixar-se com un guant i que es poden retocar o reforçar durant la partida. Consisteixen en diverses capes de tacos amb esparadrap. Els tacos són una mena de goma que esmorteeix el cop dur de la pilota, semblants al tessamoll. Estan prohibides les planxes metàl·liques.
En les modalitats amb eina propulsora (cistella o pala) també cal emprar casc.

## Jugadors de renom

### Actuals
- Abel Barriola
- Oinatz Bengoetxea Berasategi, Bengoetxea VI.
- Sebastien Gonzalez
- Augusto Ibáñez, Titín III.
- Juan Martinez de Irujo
- Aimar Olaizola, Olaizola II.
- Yves Salaberry, Xala.

### Històrics
- Julián Retegi, Retegi II.

## Competicions
A l'Estat espanyol les principals competicions són les organitzades per la Lliga d'Empreses de Pilota a Mà entre les diverses empreses que es dediquen a entrenar els pilotaris, amb Asegarce i Aspe com a les més importants.

### Individual
- Campionat del Quatre i Mig de pilota basca
  - Campionat del Quatre i Mig de 2007
  - Campionat del Quatre i Mig de 2008
  - Campionat del Quatre i Mig de 2009
- Campionat Manomanista de pilota basca
  - Campionat Manomanista de 2005
  - Campionat Manomanista de 2006
  - Campionat Manomanista de 2007
  - Campionat Manomanista de 2008
  - Campionat Manomanista de 2009

### Per parelles
- Campionat per parelles de pilota basca
  - Campionat per parelles de pilota basca de 2008
  - Campionat per parelles de pilota basca de 2009
- Trofeu Costa Blanca

Des del 1912, a l'Estat francés hi ha 11 lligues regionals que classifiquen per a un campionat que se celebra durant una setmana sencera amb nombroses manifestacions de cultura popular basca.
Als Estats Units d'Amèrica es juga principalment a la Florida, però allà, com a les Filipines, és més una exhibició adreçada als apostadors que no un esport pur.

## Projecció internacional

### Campionats mundials de pilota basca
Des de 1952, i amb una cadència de quatre anys, es disputen els Campionats mundials de pilota basca. I en els Jocs Olímpics de París 1900 fou esport oficial, mentre que als de París 1924, Mèxic 1968 i Barcelona 1992 en fou d'exhibició.

### Relacions amb lapilota valenciana
Antigament, les modalitats de Pilota basca preferides al País Basc eren el "bote luzea", el "mahi jokoa", el laxoa i el "rebote". Les dues primeres ja han desaparegut, mentre que les dues últimes encara es practiquen a la vall de Baztan i al País Basc del Nord. Per les descripcions que es conserven eren del tot idèntiques a les Llargues valencianes, però amb una pilota de major pes i volum.
A mitjan segle xix, però, el pilotari "Chiquito de Eibar" popularitzà l'estil indirecte, l'anomenat "ble", és a dir, jugar a pilota contra la paret, del qual l'actual frontó basc n'és l'evolució autòctona.
Una mostra de la compatibilitat entre el joc "a la larga" i les Llargues és que havia jugadors professionals que es guanyaven un bon sou amb les apostes per les partides contra els millors aficionats de cada poble que visitaven, és el cas de l'aragonés Lagasa i el valencià Amigó, qui varen fer un bon grapat de desafiaments victoriosos en terres navarreses (setembre de 1680 a Pamplona).
L'octubre de 2006, per primer cop, un equip juvenil navarrés jugà a Llargues contra un de valencià en el Dia de la Pilota celebrat a València. Però, actualment, els contactes entre els dos esports es veuen limitats al frontó, monopolístic per als bascos i minoritari per als valencians. De vegades s'organitzen partides d'exhibició, com l'Open Ciutat de Valencià, amb unes regles particulars (la llargària de la canxa, per exemple), i una pilota d'un pes i diàmetres intermedis entre les habituals per a cada modalitat.